# Electrogótico
Electrogótico (ou eletro-goth, ou ainda eletrogótico) é um gênero musical que começou a se difundir nos anos 1990, sendo mais popular na Europa. O electrogótico combina diversos estilos de música eletrônica com a música gótica. Possui uma relação comum com o dark wave.

## Principais bandas
- Diary of Dreams
- The Birthday Massacre
- Switchblade Symphony
- Project Pitchfork
- In Strict Confidence
- The Eternal Afflict
- The Crüxshadows
- Blutengel
- Clan of Xymox
- Emilie Autumn

### Bandas do Brasil
- The Downward Path
- Chants of Maledicta
- Gargula Valzer